# 格洛伯斯山
格洛伯斯山（英語：Mount Globus），是南極洲的山峰，位於南喬治亞島，處於范寧嶺和科內柳森山之間，屬於阿勒代斯山脈的一部分，海拔高度1,270米，由英國南極名稱諮詢委員會命名，現時由英國海外領土管轄。